# Belakang Pondok (Padang Selatan)
Belakang Pondok is een bestuurslaag in het regentschap Padang van de provincie West-Sumatra, Indonesië. Belakang Pondok telt 1288 inwoners (volkstelling 2010).